# ゲーン・タイ・プラー
ゲーン・タイ・プラー（タイ語: แกงไตปลา、発音 [kɛ̄ːŋ tāj plāː]）はタイ王国南部の料理、ゲーン（タイカレー）である。「タイ・プラー」という魚の内臓を発酵させたソースが名前の由来になっており、この料理に強い香りと風味を与えている。
この料理は通常米飯とともに提供され、口直しの生野菜がついてくる。

## 概要

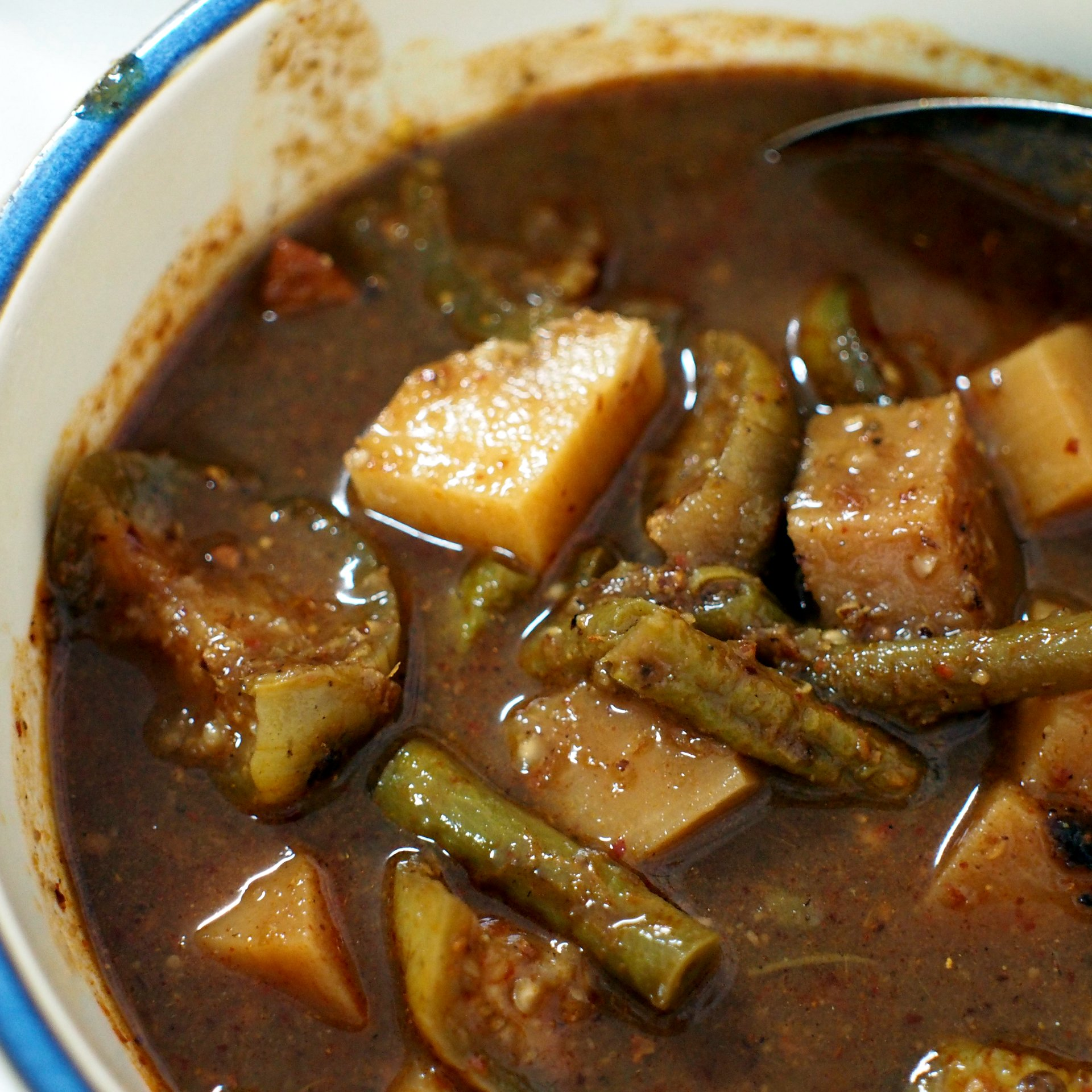
ゲーン・タイ・プラーの接写。

ゲーン・タイ・プラーはかなりスパイシーな部類のカレーになる。刺激的な味付けと鼻につんと来る風味が特徴で、通常は地域の人々とマニアの間でのみ楽しまれる。基本的なレシピでは主な材料は野菜と魚のみである。また、エビが使われることもあり、バリエーションによっては水の代わりにココナッツミルクが用いられる。
タケノコ、タイナス、豆ナス、ジュウロクササゲ、生唐辛子というのが一般的なレシピになる。そのほかネジレフサマメノキ、ベイビー・コーン、カボチャが加えられたり、タケノコが無い場合は代わりにジャガイモが用いられることもある。
これらの具材にタイ・プラーが加えられ、この料理の独特な香りと風味を決定づける。加えてシュリンプペースト、ウコン、オオバンガジュツ、レモングラス、コブミカン、赤唐辛子、コショウ、タマネギ、ニンニクが香辛料として用いられる。